# 黃謙 (清朝)
黃謙，字思遜，號柏山主人，晉江南安文斗村人（一說水頭梧坑人）。著有《彙音妙悟》。
黃謙出身書香門第，叔父黄大振，是乾隆歲貢，乾隆、嘉慶期間任陝西興安府學。黃謙雖未登第，對於聲韻學有所研究，尤其對泉州音之用功最深。嘉慶五年（1800年）著成《彙音妙悟》，創“三推成字法”，是系统保存泉州詞彙的地方韻書。

## 外部連結
- 泉州歷史網-泉州人名錄（黄—下卷） （页面存档备份，存于）